# Ahmed Sofa

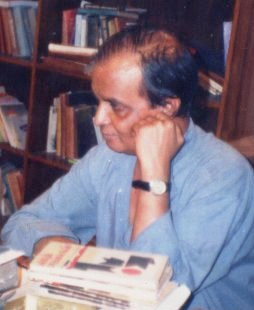
Ahmed Sofa (1995)

Ahmed Sofa (Bengali: আহমদ ছফাⓘ; 30. Juni 1943 – 28. Juli 2001) war ein Schriftsteller, Denker und Dichter aus Bangladesch.

## Biografie
Ahmed Sofa wurde in einer Bauernfamilie in Gachbaria im Bezirk Chattogram geboren. Sein Vater war Hedayet Ali und seine Mutter Asia Khatun. Er erhielt seine Sekundar- und höhere Sekundarschulbildung in Chattogram. Im Jahr 1962 zog er nach Dhaka und wurde an der Universität von Dhaka aufgenommen. 1967 erwarb er einen Bachelor-Abschluss und 1970 einen Master in Politikwissenschaft an der Universität von Dhaka. 1970 erhielt er ein Stipendium der Bangla Academy, um unter der Leitung von Abdur Razzaq über „Das Wachstum der Mittelschicht in Bengalen“ zu promovieren. Er begann in den 1960er Jahren eine Karriere als Schriftsteller. Von 1969 bis zu seinem Tod arbeitete Sofa bei verschiedenen Zeitungen als Chefredakteur, Literaturredakteur oder beratender Redakteur. Sofa starb am 28. Juli 2001 in einem Krankenhaus in Dhaka an einem Herzstillstand. Er wurde auf dem „Friedhof der Intellektuellen, die als Märtyrer starben“ (Martyred Intellectuals' Graveyard) begraben.
Sofa war nie verheiratet, hatte aber Beziehungen zu mehreren Frauen, die er auch in dem Roman Ardhek Nari Ardhek Ishvari (Halbgöttin, 1995) literarisch aufarbeitete.

## Wirken
Sofa gilt weithin als einer der bedeutendsten Schriftsteller des Landes. Er schrieb 18 Sachbücher, 8 Romane, 4 Gedichtsammlungen, 1 Sammlung von Kurzgeschichten und mehrere Bücher in anderen Genres.
In Bangali Musalmaner Man („Der Geist der bengalischen Muslime“; 1981) untersuchte Sofa die Entstehung der Identität der bengalischen Muslime, Ursachen ihrer Rückständigkeit, ihre Entwicklung als Gemeinschaft und ihren intellektuellen Fortschritt. Sofas Bangali Musalmaner Man gilt als eines der größten Bücher in bengalischer Sprache, das zum Nachdenken anregt.
In Buddibrittir Natun Binyas („Eine neue Art des Intellektualismus“) (1972) zeichnete Sofa die intellektuelle Landschaft von Bangladesch auf und skizzierte die allgemeinen opportunistischen Tendenzen der Intellektuellen in Bangladesch, ihre Zusammenarbeit mit dem Establishment und ihr Versagen, wirkliche materielle Veränderungen im postkolonialen Bangladesch zu bewirken.
Gekennzeichnet durch „eine Frische der Sprache“ und „konstantes Experimentieren und Neuartigkeit“ von Thema und Erzählung, porträtieren seine Fiktionen Bangladesch mit all seinen sozialen, spirituellen und politischen Nuancen. Sofas Omkar (The Om) (1975) gilt als der beste literarische Ausdruck der Befreiungsbewegung von Bangladesch. Gabhi Bittanta (A Tale of a Cow) (1995), ein Roman, der an der Parteipolitik und Korruption beteiligte Hochschullehrer persifliert, gehört zu den besten Satiren in der bengalischen Literatur. Pushpa Briksa ebang Bihanga Puran (Erzählungen von Blumen, Bäumen und Vögeln) (1996) erzählt von Sofas spirituellen Anhaftungen an Vögeln, Pflanzen und Bäumen, die seine tiefe Biophilie widerspiegeln. Einige seiner langen Gedichte sind Ekti Prabeen Bater Kache Prarthana (Gebet zu einem alten Banayan-Baum) (1977) und Basti Ujar (Die Vertreibung der Shanti-Stadtbewohner) etc.
Sofa und seine Werke haben viele Schriftsteller, Filmemacher, Maler, Künstler und Intellektuelle geleitet, inspiriert und beeinflusst und tun dies weiterhin. Er bleibt einer der mächtigsten intellektuellen Einflüsse in Bangladesch durch seine Werke und sein Vermächtnis.
Aufgrund seines Lebensstils eines Bohèmiens und seiner offenen Natur war Sofa eine zu Lebzeiten umstrittene Figur. Er wurde als rebellisch, wahnsinnig, unverschämt und zu kompromisslos unter den Intellektuellen beschrieben.

## Ehrungen
Sofa lehnte 1975 den Lekhak Shibir Award – einen Preis einer liberalen Schriftsteller- und Künstlervereinigung – sowie 1993 den Sa'dat Ali Akanda Award ab, der ihm von der Bangla Academy angeboten wurde. Er wurde von der Regierung von Bangladesch 2002 posthum mit dem Ekushe Padak ausgezeichnet, einem Preis für die Kämpfer der Bengali-Sprachbewegung der 1950er Jahre.